# 努爾拉特區 (韃靼斯坦共和國)

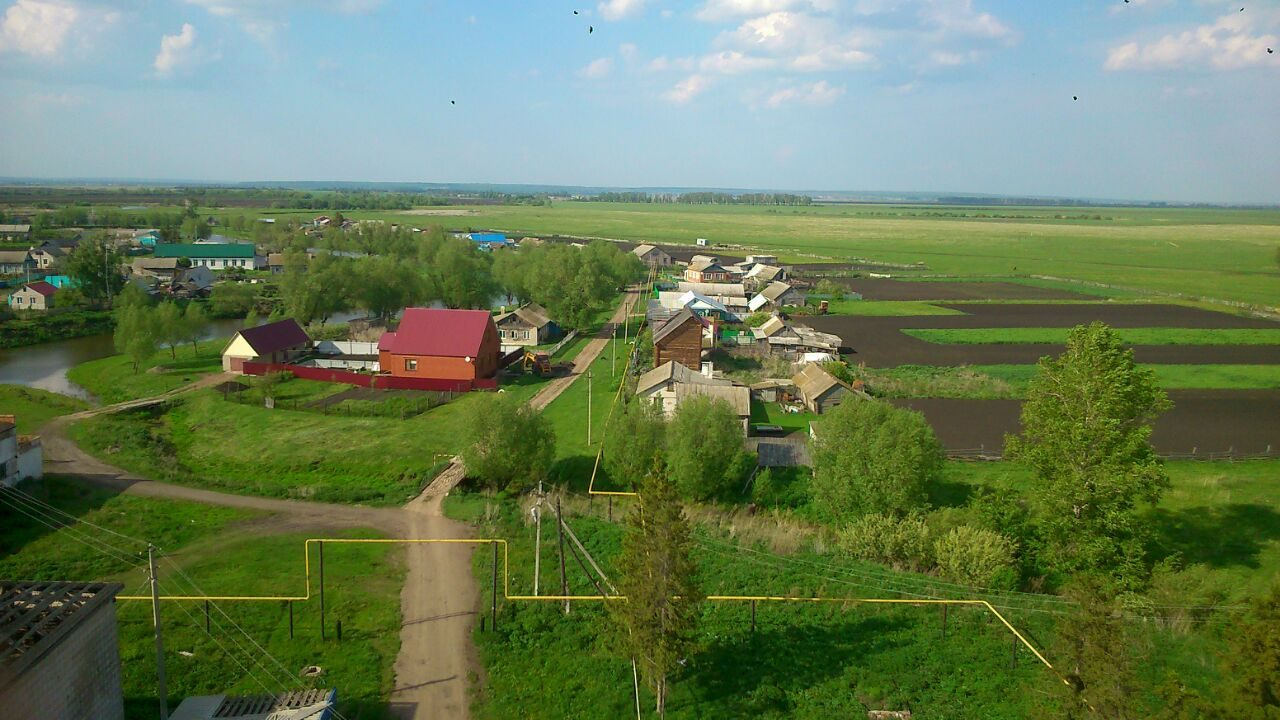

54°34′N 50°34′E / 54.567°N 50.567°E
努爾拉特區（俄语：Нурлатский район），是俄羅斯的一個區，位於該國西部，由韃靼斯坦共和國負責管轄，面積2,309平方公里，2010年人口27,519，人口密度每平方公里11.92人。